# Остензо, Марта
Марта Остензо (17 сентября 1900 — 24 ноября 1963) норвежско-американская сценаристка и романистка.

## Ранние годы жизни и образование
Марта Остензо родилась в Бергене, Норвегия. Её родителями были Сигурд и Олина (в девичестве Танджеланд) Остенсо. Вместе со своей семьёй Марта эмигрировала. Сначала семья поселилась в провинции Манитоба, Канада, а затем переехала в Южную Дакоту и Миннесоту. Остензо преподавала в сельской школе и около года училась в Университете Манитобы, но она так и не получила высшее образование. Во время учёбы в Манитобском университете она была ученицей Дугласа Дуркина, профессора кафедры английского языка. Вскоре после этого Дуркин оставил жену и детей и переехал в Нью-Йорк. Остензо присоединилась к нему, они вместе жили в Нью-Йорке, где Марта училась в Колумбийском университете.

## Карьера
В Нью-Йорке Марта Остензо работала социальным работником. Она и Дуркин были вхожи в литературные круги того времени. Самый известный роман Остензо, «Wild Geese», был опубликован в 1925 году. Книга о молодом школьном учителе, посланном преподавать в сельскую Манитобу, была признана критиками. Фэй Хэммилл в своем анализе назвал произведение вехой канадского реализма. В 1925 году работа завоевала награду «Лучший роман года» по версии организации «Dodd, Mead and Company». Эта награда сделала её известным и пользующимся спросом автором.
Позднее Остензо и Дуркин переехали в Миннесоту. действия большинства её романов основывалось на фермерской жизни Миннесоты, включая элементы романтики и мелодрамы. Остензо достойно изображает жизнь сельских иммигрантов. Хотя ни один из её более поздних романов так и не получил такого признания, как «Wild Geese», большинство из них продолжало исследовать аналогичную тему: отношения между мужчинами и женщинами, и землёй, на которых они работают. Ряд других её работ были переведены на другие языки и переиздавались несколько раз.
1931 году Остензо получила американское гражданство. Она продолжала публиковать рассказы, романы и написала ряд сценариев. Хотя теперь известно, что она сотрудничала с Дуркиным, все их произведения были написаны только под её именем. Она написала ещё пятнадцать романов, самым успешным из которых был «O River, Remember», роман о семье из долины Ред-Ривер в Миннесоте, который выиграл отбор литературной гильдии в 1943 году.
После смерти супруги Дуркина в 1945 году, он женился на Остензо.
Марта Остензо и Дуркин какое-то время жили в Голливуде, штат Калифорния, где у них были друзья среди кинозвёзд 1930—1940-х годов. Роман Остензо «Wild Geese» был экранизирован как «The Cry of the Wild Geese» в 1961 году, это было совместное производство Западной Германии и Австрии, а затем как фильм «After the Harvest» в 2001 году в качестве телевизионного фильма для канадского телевидения с Сэмом Шепардом в главной роли.

## Смерть
Образ жизни в киноиндустрии повлиял на здоровье Остензо и Дуркина, а также на их производительность и качество работы. В 1963 году пара переехала в Сиэтл, штат Вашингтон, чтобы быть рядом с сыновьями Дуркина. Вскоре после переезда Остензо умерла от цирроза печени, развившимся вследствие многолетнего алкоголизма.